# Среднее (Донецкая область)
Среднее (укр. Середнє) — село в Лиманской городской общине Краматорского района Донецкой области Украины.

## Общие сведения
Население по переписи 2001 года составляло 156 человек. Почтовый индекс — 84430. Телефонный код — 6261.